# (17763) 1998 EG
(17763) 1998 EG est un astéroïde de la ceinture principale d'astéroïdes découvert en 1998.

## Description
(17763) 1998 EG a été découvert le 1er mars 1998 au Centre de recherches en géodynamique et astrométrie (CERGA), à Caussols en France, par le projet scientifique européen OCA-DLR Asteroid Survey (ODAS).

### Caractéristiques orbitales
L'orbite de cet astéroïde est caractérisée par un demi-grand axe de 2,63 UA, un périhélie de 2,51 UA, une excentricité de 0,04 et une inclinaison de 6,81° par rapport à l'écliptique. Du fait de ces caractéristiques, à savoir un demi-grand axe compris entre 2 et 3,2 UA et un périhélie supérieur à 1,666 UA, il est classé, selon la JPL Small-Body Database, comme objet de la ceinture principale d'astéroïdes.

### Caractéristiques physiques
(17763) 1998 EG a une magnitude absolue (H) de 14,8 et un albédo estimé à 0,156.